# Lawrence Durrell
Lawrence Durrell, född 27 februari 1912 i Jalandhar i Brittiska Indien, död 7 november 1990 i Sommières i Frankrike, var en brittisk författare. Han var äldre bror till naturvetaren och författaren Gerald Durrell.

## Biografi
Lawrence Durell växte upp i norra Indien, där fadern var verksam som ingenjör. Han bodde endast kortare perioder av sitt liv i England. Som författare debuterade Durrell 1935 med romanen Pied Piper of Lovers. Några år senare utkom The Black Book (1939), en långt mer kompromisslös bok som han själv såg som sin egentliga debut. Vid den tiden hade han fått kontakt med Henry Miller och Anaïs Nin, vilka hjälpte honom att få romanen utgiven. Samtidigt påbörjade han en professionell karriär som diplomat och pressattaché, något han höll på med fram till mitten av 1950-talet och som skulle föra honom till många länder i Medelhavsområdet.
Under andra världskriget vistades Durrell först i Grekland. Därifrån flydde han 1941 undan den tyska invasionen till Egypten. Han var verksam som pressattaché i Alexandria och Kairo. Härifrån hämtade han stoff till sina skildringar i Alexandriakvartetten femton år senare.
Durrell fick ett genombrott som författare med Bittra citroner (1957, svensk översättning 1962). Den behandlar Cypernkrisen 1954-56, något han själv hade bevittnat på nära håll som presstalesman vid brittiska beskickningen där. Men hans stora genombrott ägde framförallt rum med Alexandriakvartetten (fyra romaner: Justine, Mountolive, Balthazar, Clea; 1957-60). Genom sitt sensuella språk, den spännande, mångbottnade handlingen, det djärvt tecknade persongalleriet och sitt experimenterande med tidsplan och minne, har böckerna blivit mycket lästa. De hade också ett visst inflytande på 1960-talets roman. 
Under 1960-talet var Durrell en återkommande nobelpriskandidat.
Durrell var även verksam som poet, dramatiker och essäist. Han engagerades också för att hjälpa till med manuset till storfilmen Cleopatra i början av 1960-talet. Från 1958 var han bosatt i provinsen Languedoc i södra Frankrike, en trakt han kände sig betydligt mer befryndad med än England.